# (4881) Robmackintosh
(4881) Robmackintosh – planetoida z głównego pasa planetoid okrążająca Słońce w ciągu 3,52 lat w średniej odległości 2,31 au. Odkrył ją Carlos Torres 1 grudnia 1975 roku w stacji astronomicznej na Cerro El Roble. Roberto Mackintosh (1971–2012) był prezydentem Argentyńskiego Towarzystwa Przyjaciół Astronomii (w latach 2009-2012), pracował nad lepszą koordynacją działań astronomów zawodowych i amatorskich.